# Geyserville (Kalifornija)
Geyserville je naseljeno područje za statističke svrhe u američkoj saveznoj državi Kalifornija. Prema popisu stanovništva iz 2010. u njemu je živjelo 862 stanovnika.